# Mary Lou Williams
Mary Lou Williams, nascuda Mary Elfrieda Scruggs (Atlanta, Georgia, Estats Units, 8 de maig de 1910 - Durham, Carolina del Nord, 28 de maig de 1981) va ser una pianista, arranjadora i compositora de jazz nord-americana. Va escriure centenars de composicions i arranjaments i va gravar més de cent discos (en versions 78, 45 i LP). Williams va escriure i arranjar per a Duke Ellington i Benny Goodman, i va ser amiga, mentor i professora de Thelonious Monk, Charlie Parker, Miles Davis, Tadd Dameron, Bud Powell i Dizzy Gillespie.

## Primers anys
La segona d'onze fills, Williams va néixer a Atlanta, Geòrgia, i va créixer al barri East Liberty de Pittsburgh, Pennsilvània. Una prodigi musical, als dos anys va poder reproduir melodies senzilles i als tres anys, la seva mare li va ensenyar piano. Mary Lou Williams tocava el piano per necessitat de molt jove; els seus veïns blancs estaven tirant maons a casa seva fins que Williams va començar a tocar el piano a casa seva. Als sis anys, va donar suport als seus deu germans i germanes jugant a les festes. Va començar a actuar en públic als set anys quan es va fer coneguda admirablement a Pittsburgh com "The Little Piano Girl". Es va convertir en músic professional als 15 anys, citant a Lovie Austin com la seva major influència. Es va casar amb el saxofonista de jazz John Williams el novembre de 1926.

## Carrera
El 1922, amb 12 anys, va entrar al Orpheum Circuit de teatres. Durant l'any següent va tocar amb Duke Ellington i la seva banda inicial, els Washingtonians.
El 1927, Williams es va casar amb el saxofonista John Overton Williams. Es van conèixer en una actuació a Cleveland on ell dirigia el seu grup, els Syncopators, i es van a Memphis, Tennessee. Van formar una banda a Memphis, que incloïa Williams al piano. El 1929, Williams, de 19 anys, va assumir el lideratge de la banda de Memphis quan el seu marit va acceptar una invitació per unir-se a la banda d' Andy Kirk a Oklahoma City. Williams es va unir al seu marit a Oklahoma City però no va tocar amb la banda. El grup, Twelve Clouds of Joy d'Andy Kirk, es va traslladar a Tulsa, Oklahoma, on Williams, quan no treballava com a músic, es dedicava a transportar cossos per a una funerària. Quan els Clouds of Joy van acceptar un compromís de llarga durada a Kansas City, Missouri, Williams es va unir al seu marit i va començar a tocar amb la banda, a més de servir com a arranjadora i compositora. Va proporcionar a Kirk cançons com "Froggy Bottom", "Walkin' and Swingin ', "Little Joe from Chicago", "Roll 'Em" i "Mary's Idea".
Williams va ser la arranjadora i pianista d'enregistraments a Kansas City (1929), Chicago (1930) i Nova York (1930). Durant un viatge a Chicago, va gravar "Drag 'Em" i "Night Life" a piano sol. Va utilitzar el nom "Mary Lou" a proposta de Jack Kapp a Brunswick Records. Els discs es van vendre força, i van elevar Williams a la prominència nacional. Poc després de la sessió d'enregistrament es va convertir en la segona pianista permanent de Kirk, fent concerts en solitari i treballant com a arranjadora independent per a Earl Hines, Benny Goodman i Tommy Dorsey. El 1937, va produir In the Groove (Brunswick), una col·laboració amb Dick Wilson, i Benny Goodman li va demanar que escrivís una cançó de blues per a la seva banda. El resultat va ser "Roll 'Em", una peça de boogie-woogie basada en el blues, que va seguir la seva reeixida "Camel Hop", batejada pel patrocinador del programa de ràdio de Goodman, Camel cigarettes. Goodman va intentar posar a Williams sota contracte per escriure exclusivament per a ell, però ella es va negar, preferint ser autònoma.
El 1942, Williams, que s'havia divorciat del seu marit, va abandonar els Twelve Clouds of Joy, tornant de nou a Pittsburgh. Allà es va unir a ella Harold "Shorty" Baker, amb qui va formar un sextet que incloïa Art Blakey a la bateria. Després d'un compromís a Cleveland, Baker va marxar per unir-se a l'orquestra de Duke Ellington. Williams es va unir a la banda a la ciutat de Nova York, després va viatjar a Baltimore, on ella i Baker es van casar. Va viatjar amb Ellington i va arranjar diverses cançons per a ell, entre elles "Trumpet No End" (1946), la seva versió de " Blue Skies " d'Irving Berlin. També va vendre Ellington interpretant "Walkin' and Swingin'". Al cap d'un any havia deixat Baker i el grup i va tornar a Nova York.

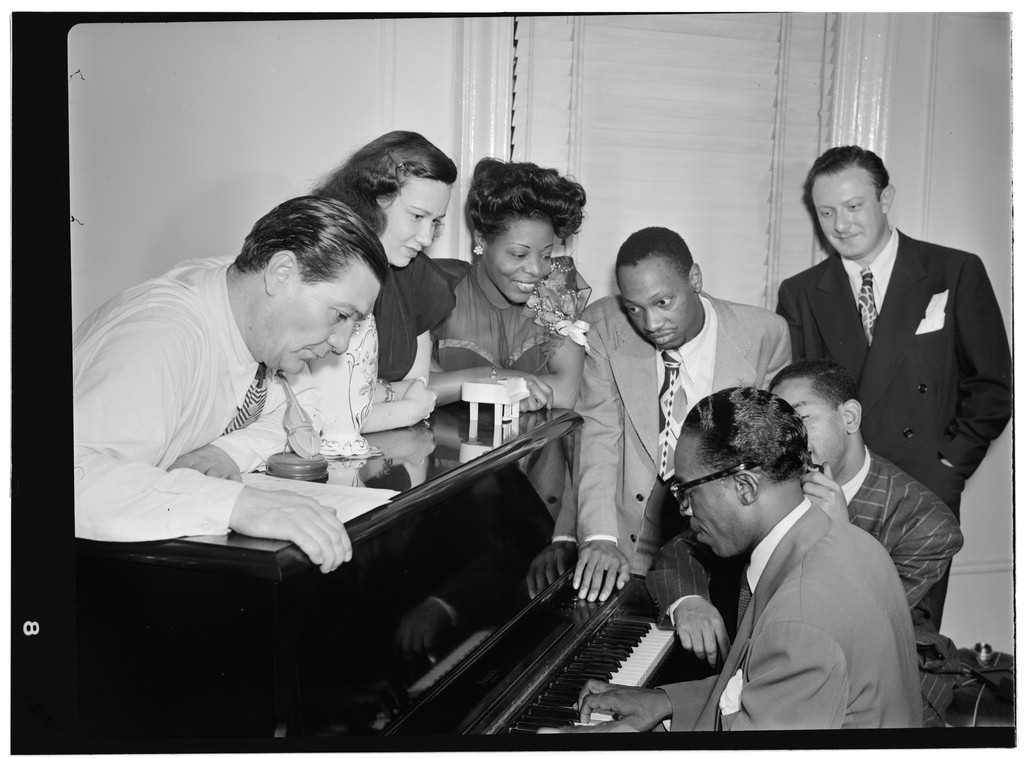
Williams al seu apartament amb Jack Teagarden, Tadd Dameron, Hank Jones i Dizzy Gillespie

Williams va acceptar una feina a la Café Society Downtown, va començar un programa de ràdio setmanal anomenat Mary Lou Williams's Piano Workshop a WNEW i va començar a ser mentora i col·laboradora de músics bebop més joves com Dizzy Gillespie i Thelonious Monk. El 1945, va compondre l'èxit de bebop "In the Land of Oo-Bla-Dee" per a Gillespie."Durant aquest període, Monk i els nens venien al meu apartament cada matí cap a les quatre o em venien a buscar al Cafè després d'haver acabat el meu últim espectacle, i tocàvem i intercanviàvem idees fins al migdia o més tard", va recordar Williams a Melody Maker.
El 1945, va compondre la Zodiac Suite d'influència clàssica, en la qual cadascuna de les dotze parts corresponia a un signe del zodíac i, per tant, la va dedicar a diversos dels seus col·legues musicals, inclosos Billie Holiday i Art Tatum. Va gravar la suite amb Jack Parker i Al Lucas i la va interpretar el 31 de desembre de 1945 a l'Ajuntament de Nova York amb una orquestra i el saxofonista tenor Ben Webster.
El 1952, Williams va acceptar una oferta per actuar a Anglaterra i es va quedar a Europa durant dos anys. En aquest moment, la música s'havia apoderat de la seva vida, i no de una manera bona; Williams estava esgotada mentalment i física.

### Conversió al catolicisme i pausa
Va començar un parèntesi de tres anys per actuar quan de sobte es va allunyar del piano durant una actuació a París el 1954. Va tornar als Estats Units, convertint-se el 1954 al catolicisme al costat de l'esposa de Dizzy Gillespie, Lorraine. A més de passar diverses hores a missa, les seves energies es van dedicar principalment a la Fundació Bel Canto, un esforç que va iniciar utilitzant els seus estalvis i l'ajuda d'amics per convertir el seu apartament a Hamilton Heights també en una casa de mig camí per als pobres. com a músics que lluitaven amb l'addicció; també va guanyar diners durant un període més llarg per a la casa de mig camí mitjançant una botiga de segona mà a Harlem.
La seva pausa pot haver estat provocada per la mort del seu amic i estudiant Charlie Parker el 1955, que també va lluitar amb l'addicció durant la major part de la seva vida. El pare John Crowley i el pare Anthony van ajudar a convèncer Williams perquè tornés a tocar música. Li van dir que podia continuar servint a Déu i l'Església catòlica utilitzant el seu excepcional do de crear música. A més, Dizzy la va convèncer de tornar a tocar, cosa que va fer al Newport Jazz Festival de 1957 amb la banda de Dizzy.

El pare Peter O'Brien, un sacerdot catòlic, es va convertir en el seu amic íntim i gerent als anys seixanta. Dizzy també la va presentar al bisbe de Pittsburgh, John Wright . O'Brien la va ajudar a trobar nous espais per a actuacions de jazz en un moment en què no més de dos clubs de Manhattan oferien jazz a temps complet. A més de treballar en clubs, va tocar a les universitats, va formar el seu propi segell discogràfic i editorials, va fundar el Pittsburgh Jazz Festival (amb l'ajuda del bisbe) i va fer aparicions a la televisió.
El bisbe Wright la va deixar ensenyar a la Seton High School, al North Side de la ciutat. Va ser allà on va escriure la seva primera missa, anomenada The Pittsburgh Mass . Williams finalment es va convertir en la primera compositora de jazz encarregada per l'església per compondre música litúrgica en el llenguatge del jazz.

### Torna a la música
Després de la seva pausa, la seva primera peça va ser una missa que va escriure i interpretar anomenada Black Christ of the Andes, basada al voltant d'un himne en honor al sant peruà Martí de Porres, altres dues obres breus, Anima Christi i Praise the Lord. Es va representar per primera vegada el novembre de 1962 a l'església de Sant Francesc Xavier de Manhattan. La va gravar a l'octubre de l'any següent.
Al llarg de la dècada de 1960, la seva composició es va concentrar en la música sacra, els himnes i les misses. Una de les misses, Música per la Pau . va ser coreografiada per Alvin Ailey i interpretada per l' Alvin Ailey Dance Theatre com Mary Lou's Mass el 1971 . Sobre l'obra, Ailey va comentar: "Si hi pot haver una missa de Bernstein, una missa de Mozart, una missa de Bach, per què no hi pot haver la missa de Mary Lou ?" Williams va interpretar la revisió de Mary Lou's Mass, la seva obra més aclamada, a The Dick Cavett Show el 1971.
Williams es va esforçar molt a treballar amb cors juvenils per interpretar les seves obres, inclosa "Mary Lou's Mass" a la catedral de Sant Patrici de la ciutat de Nova York l'abril de 1975 davant d'un públic de més de tres mil persones. Va ser la primera vegada que un músic de jazz tocava a l'església. Va crear una organització benèfica i va obrir botigues de segona mà a Harlem, dirigint els ingressos, juntament amb el deu per cent dels seus propis ingressos a músics que ho necessitaven. Tal com explicava un article de Time de 1964, "Mary Lou es considera una intèrpreta de 'soul', una manera de dir que mai s'allunya de la melodia i el blues, sinó que tracta amb moderació l'harmonia i el ritme gospel. "Estic resant amb els dits quan toco", diu. "Reconec aquest bon "so soul" i intento tocar l'esperit de la gent". Va actuar al Festival de Jazz de Monterey el 1965.
Al llarg de la dècada de 1970, la seva carrera va florir, incloent nombrosos àlbums, inclòs com a pianista solista i comentarista de l'enregistrat The History of Jazz. Va tornar al Festival de Jazz de Monterey el 1971. També es va poder veure tocant cada nit a Greenwich Village a The Cookery, un nou club dirigit pel seu antic cap dels dies de la Café Society, Barney Josephson.
Va tenir una actuació a dos pianos amb el pianista d'avantguarda Cecil Taylor al Carnegie Hall el 17 d'abril de 1977. Malgrat les tensions a l'escenari entre Williams i Taylor, la seva actuació es va publicar en un àlbum en directe titulat Embraced.
Williams va instruir sobre jazz en escolas. Després va acceptar un nomenament a la Universitat de Duke com a artista residente (de 1977 a 1981), ensenyant Història del Jazz amb el Pare O'Brien i dirigint el Duke Jazz Ensemble . Amb un programa d'ensenyament lleuger, també va fer moltes aparicions en concerts i festivals, va dirigir clíniques amb joves i el 1978 va actuar a la Casa Blanca per al president Jimmy Carter i els seus convidats. Va participar en el concert del 40è aniversari de Benny Goodman al Carnegie Hall el 1978.

## Anys posteriors
El seu darrer enregistrament, Solo Recital (Montreux Jazz Festival, 1978), tres anys abans de la seva mort, va tenir un popurrí que inclou espirituals, ragtime, blues i swing. Altres aspectes destacats inclouen les reelaboracions de Williams de " Tea for Two ", " Honeysuckle Rose " i les seves dues composicions "Little Joe from Chicago" i "What's Your Story Morning Glory". Altres temes inclouen "Medley: The Lord Is Heavy", "Old Fashion Blues", " Over the Rainbow ", "Offertory Meditation", "Concerto Alone at Montreux" i " The Man I Love ".
El 1981, Mary Lou Williams va morir de càncer de bufeta a Durham, Carolina del Nord, als 71 anys. Dizzy Gillespie, Benny Goodman i Andy Kirk van assistir al seu funeral a l'església de Sant Ignasi de Loiola. Va ser enterrada al Calvary Catholic Cemetery a Pittsburgh. Mirant enrere al final de la seva vida, Mary Lou Williams va dir: "Ho vaig fer, oi? A través de fang i fang". Era coneguda com "la primera dama del teclat del jazz". Williams va ser una de les primeres dones a tenir èxit en el jazz.

## Premis i honors
- Beques Guggenheim, 1972[34] i 1977.
- Nominada als premis Grammy de 1971, Millor actuació de jazz – Grup, per l'àlbum Giants, Dizzy Gillespie, Bobby Hackett, Mary Lou Williams[35]
- Llicenciada honoris causa per la Universitat Fordham de Nova York el 1973[25]
- Llicenciada honoris causa del Rockhurst College de Kansas City el 1980.[36]
- Va rebre el 1981 el premi Trinity de la Universitat de Duke pel seu servei a la universitat, un premi votat pels estudiants de la Universitat de Duke.[7][8]

## Llegat
- El 1983, la Duke University va establir el Mary Lou Williams Center for Black Culture[37]
- Des de 1996, el Kennedy Center de Washington, DC té anualment un Mary Lou Williams Women in Jazz Festival.[38]
- Des de l'any 2000, els seus arxius es conserven a l'Institut d'Estudis de Jazz de la Universitat de Rutgers a Newark.[39]
- Hi ha una placa històrica a l'estat de Pennsilvània al número 328 de Lincoln Avenue, Lincoln Elementary School, Pittsburgh, PA, assenyalant els seus èxits i la ubicació de l'escola a la qual va assistir.[40]
- L'any 2000, el trompetista Dave Douglas va publicar l'àlbum Soul on Soul com a homenatge a ella, amb arranjaments originals de la seva música i noves peces inspirades en el seu treball.[41]
- L'àlbum Impressions of Mary Lou del 2000 del pianista John Hicks va incloure vuit de les seves composicions.[42]
- La Dutch Jazz Orchestra va investigar i va tocar obres redescobertes de Williams al seu àlbum de 2005 Lady Who Swings the Band .
- El 2006, Mary Lou Williams Collective de Geri Allen va llançar el seu àlbum Zodiac Suite: Revisited.[43]
- L'any 2010 es va publicar una novel·la històrica per a joves basada en Mary Lou Williams i els seus primers anys, titulada Jazz Girl, de Sarah Bruce Kelly[44]
- El 2010 es va publicar un llibre infantil basat en Mary Lou Williams, titulat The Little Piano Girl, d'Ann Ingalls i Maryann MacDonald amb il·lustracions de Giselle Potter.[45]
- El 2013 es va publicar un llibre de poesia de Yona Harvey titulat Hemming the Water, inspirat en Williams i amb el poema "Communion with Mary Lou Williams".[46]
- El 2013, la American Musicological Society va publicar les obres seleccionades de Mary Lou Williams per a Big Band, una recopilació d'11 de les seves partitures de big band.[45]
- El 2015, una pel·lícula documental premiada titulada Mary Lou Williams: The Lady Who Swings the Band, produïda i dirigida per Carol Bash, es va estrenar a la televisió pública americana i es va projectar a diversos festivals de cinema nacionals i internacionals.[47][48][49]
- El 2018, el podcast d'història de dones What'sHerName va emetre l'episodi "THE MUSICIAN Mary Lou Williams".[50]
- El 2021, la Umlaut Big Band va llançar Mary's Ideas (Umlaut Records), un doble CD amb obres poc convencionals i recentment descobertes de Mary Lou Williams, basada en la investigació dels seus manuscrits. Inclou arranjaments i composicions per a Duke Ellington, Benny Goodman, fragments de la Suite Zodiac en el seu arranjament orquestral de 1945 i fragments de History of Jazz for Wind Symphony, la composició definitiva i inacabada de Mary Lou Williams.[51]
- Mary Lou Williams Lane, un carrer prop de 10th and Paseo a Kansas City, Missouri, va rebre el nom de la reconeguda artista de jazz.[36][52]
- És una de les tres úniques dones que apareixen a la famosa fotografia de grans del jazz, A Great Day in Harlem .

## Discografia

### Com a líder
| Curs | Títol                                                       | Etiqueta                               |
| ---- | ----------------------------------------------------------- | -------------------------------------- |
| 1945 | The Zodiac Suite                                            | Asch Records                           |
| 1951 | Mary Lou Williams                                           | Atlantic                               |
| 1953 | The First Lady of the Piano                                 | Vogue                                  |
| 1953 | A Keyboard History                                          | Jazztone                               |
| 1959 | Messin' 'Ronda a Montmartre                                 | Storyville                             |
| 1964 | Mary Lou Williams / Black Christ of the Andes               | Mary/ Folkways                         |
| 1970 | Music for Peace                                             | Mary                                   |
| 1975 | Mary Lou's Mass                                             | Mary                                   |
| 1970 | From the Heart                                              | Chiaroscuro                            |
| 1974 | Zoning                                                      | Mary / Folkways                        |
| 1975 | Free Spirits                                                | Steeplechase                           |
| 1977 | Embraced with Cecil Taylor                                  | Pablo Live                             |
| 1977 | My Mama Pinned a Rose on Me                                 | Pablo                                  |
| 1978 | Solo Recital                                                | Pablo                                  |
| 1993 | Town Hall '45: The Zodiac Suite                             | Vintage Jazz Classics (gravat el 1945) |
| 1994 | Live at the Cookery                                         | Chiaroscuro                            |
| 1999 | At Rick's Café Americain                                    | Storyville (gravat el 1979)            |
| 2002 | Live at the Keystone Korner                                 | HighNote (gravat el 1977)              |
| 2004 | Marian McPartland's Piano Jazz with Guest Mary Lou Williams | Jazz Alliance                          |
| 2008 | A Grand Night For Swinging                                  | High Note (gravat el 1977)             |
| 2016 | Nice Jazz 1978                                              | Black And Blue (gravat el 1978)        |

### Com a artista destacada
Amb Dizzy Gillespie
- Dizzy Gillespie at Newport (Verve, 1957)
- Giants (Perception, 1971) with Bobby Hackett

Amb Buddy Tate
- Buddy Tate and His Buddies (Chiaroscuro, 1973)